# 智利龙属
智利龙属是一种植食恐龙，生活于大约1亿4500万前侏罗纪晚期的智利。 智利龙属是一种单型属，智利龙属只包含了一个种，即模式种迭戈苏亚雷斯智利龙（Chilesaurus diegosuarezi）。

## 发现与命名

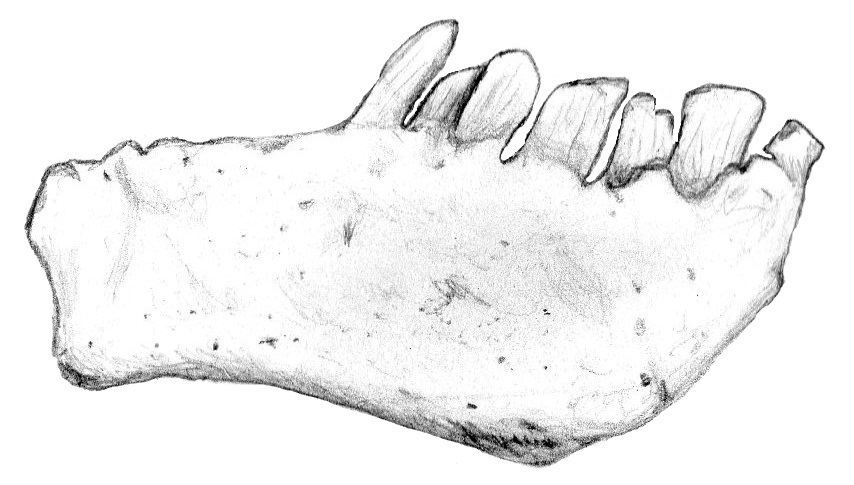
智利龙的颌骨

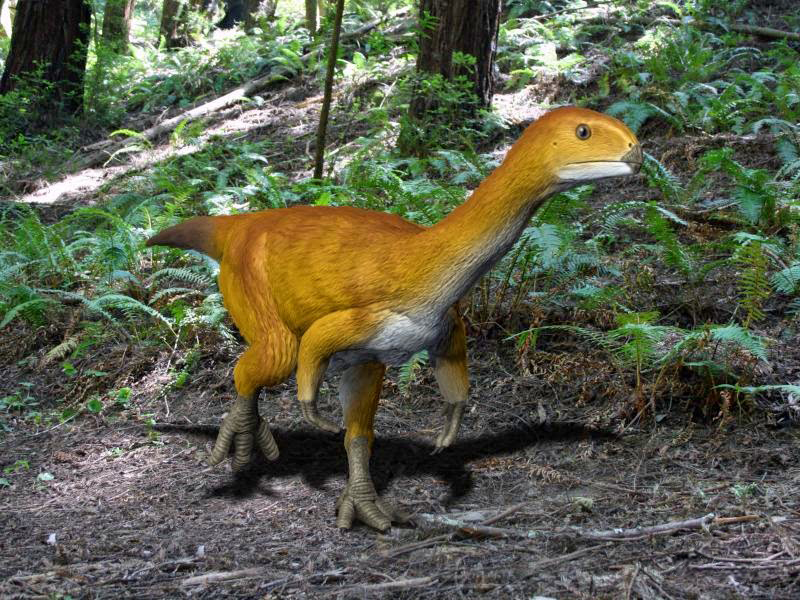
复原图

智利龙的化石（肋骨和脊椎）于2004年2月4日被一个7岁男孩迭戈·苏亚雷斯和他的父母——地质学家曼努埃尔·苏亚雷斯与丽塔·德拉克鲁斯在伊瓦涅斯将军艾森大区寻找装饰用的石头是所发现的。在2008年时，智利龙的化石标本被报告为代表的几个恐龙物种化石,后来才被意识到这些化石是性状奇怪的单一种类的化石。
2015年，费尔南多·诺瓦斯、莱昂纳多·萨尔加多、曼努埃尔·苏亚雷斯、费德里科·利桑德罗·阿哥诺林、马丁·达里奥·埃斯库拉、尼古拉斯·几门托、丽塔·德·拉·克鲁斯、马塞洛·巴勃罗·伊萨斯、亚历山大·奥马尔·巴尔加斯和大卫·如比亚-罗杰斯命名了迭戈苏亚雷斯智利龙（Chilesaurus diegosuarezi）。属名意为智利，为了纪念发现智利龙的迭戈·苏亚雷斯，命名者使用了它的名字作为种名。
智利龙的正型标本则发现于属于提通阶的托奎组。化石包含了属于幼年个体的头骨和较完整的关节骨架，但缺少了脚部和尾段的部分。另外四个的局部骨架（标本SNGM-1937、SNGM-1936、SNGM-1938、SNGM-1888）和数个单一的骨骼化石（标本SNGM-1889、SNGM-1895、SNGM-1901、SNGM-1894、SNGM-1898、SNGM-1900和SNGM-1903）则属于副模标本。这些化石都都包含了成年与幼年个体。

## 古生物学描述

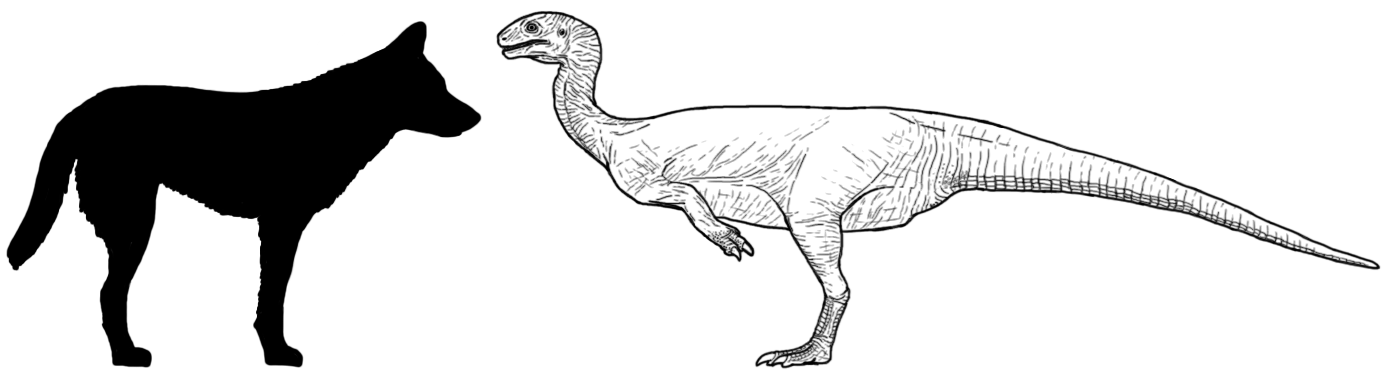
智利龙的正型标本重建图

从鼻部到尾部，智利龙有3.2米（10英尺）长。正型标本则只有这个数值的一半。
智利龙较为特殊的特征是它们有着斜向前方的刮刀型细长牙齿。智利龙的这种齿列，在恐龙中较为独特，因为这种齿列只有植食动物才有。这也就意味着智利龙属于植食恐龙，这是非常不寻常的，因为其近亲多数属于肉食恐龙。另一种适应进化成植食恐龙的特征是它们的耻骨是往向后面的，这样就能够为大肠制造较大的空间。

## 延伸閱讀
1. news.nationalgeographic.com 2015-04-27  Michael D. Lemonick T. rex's Oddball Vegetarian Cousin Discovered （页面存档备份，存于）